# Rua Gonçalo de Carvalho

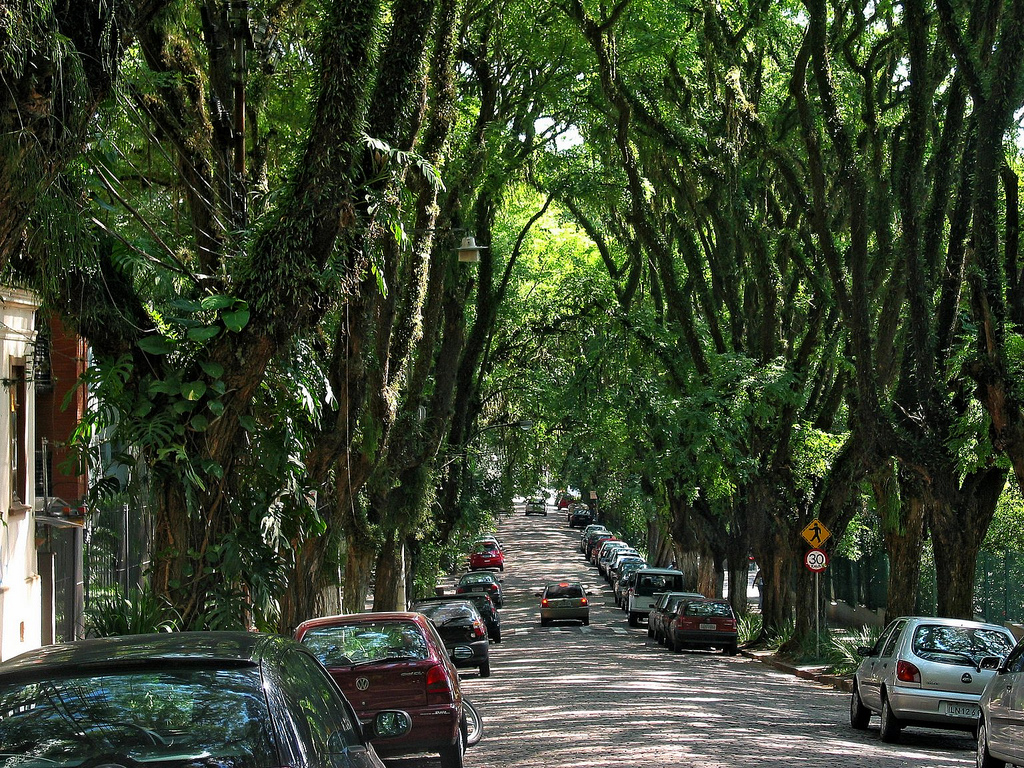
Rua Gonçalo de Carvalho

Die Rua Gonçalo de Carvalho ist eine etwa 500 Meter lange Allee im Stadtteil Independência von Porto Alegre in Brasilien. Sie ist berühmt für ihre über einhundert urwüchsigen Tipuana-Bäume, deren Baumkronen sich berühren und so den Eindruck eines grünen Tunnels beziehungsweise eines grünen Dachs vermitteln. Besonders eindrucksvoll und bekannt ist die Ansicht von oben, da die Allee auf diesen Bildern eine grüne Schneise durch eine ansonsten großstädtische Hochhauslandschaft zieht. Die Bäume wurden in den 1930er-Jahren von Arbeitern einer dort zu der Zeit ansässigen Brauerei gepflanzt. Die Allee ist nach dem portugiesischen Dominikaner Gonçalo de Carvalho benannt.
Im neuen Jahrtausend gab es Bestrebungen der Stadtplaner, einen Teil der Bäume zu fällen, um Platz für ein Shoppingcenter zu schaffen, was eine Bürgerinitiative jedoch verhinderte. 2006 erklärte der damalige Bürgermeister José Fogaça die Rua Gonçalo de Carvalho zu einem kulturellen Erbe der Stadt.